# Fargesia sylvestris
Fargesia sylvestris är en gräsart som beskrevs av Tong Pei Yi. Fargesia sylvestris ingår i släktet bergbambusläktet, och familjen gräs. Inga underarter finns listade i Catalogue of Life.